# Квемо-Болкви
Квемо-Болкви (груз. ქვემო ბოლქვი) — село в Грузии, в муниципалитете Лагодехи края Кахетия. 

## География
Село расположено в восточной части края, в 27 километрах по прямой к юго-западу от центра муниципалитета Лагодехи. Высота центра — 230 метров над уровнем моря.

## Население
По данным переписи населения 2014 года, в селе проживало 132 человека.
| Год  | Население | Мужчины | Женщины |
| ---- | --------- | ------- | ------- |
| 2002 | 56        | 29      | 27      |
| 2014 | 132       | 70      | 62      |